# MacOS Sierra
MacOS Sierra (versie 10.12) is de dertiende versie van macOS (voorheen OS X), Apples client- en serverbesturingssysteem voor Macintosh-computers.
MacOS Sierra is de opvolger van OS X El Capitan en werd op 13 juni 2016 aangekondigd op de WWDC en was beschikbaar als ontwikkelaars-bètaversie en als publieke bètaversie. MacOS Sierra is beschikbaar gekomen op 20 september 2016 als gratis download in de Mac App Store. Net als OS X 10.11 is ook macOS 10.12 gratis te downloaden voor gebruikers van recente OS X-versies.
Versies van het besturingssysteem worden sinds OS X 10.9 vernoemd naar locaties in de Amerikaanse staat Californië. Sierra is vernoemd naar de Sierra Nevada, een bergketen in het westen van de Verenigde Staten.
MacOS Sierra werd op 25 september 2017 opgevolgd door macOS High Sierra.

## Nieuwe en aangepaste functies
De opvolger van El Capitan verandert niet alleen de naam van OS X naar macOS, ook zijn er nieuwe functies toegevoegd. De belangrijkste toevoeging is de persoonlijke assistent Siri, die voorheen alleen op iOS beschikbaar was. Daarnaast wordt in deze versie de focus gelegd op opslagbeheer, en kunnen documenten die niet vaak gebruikt worden automatisch in iCloud worden opgeslagen. Filmpjes kunnen voortaan picture-in-picture (PiP) bekeken worden. Daarnaast zijn er verbeteringen in de applicaties Berichten, Foto's en iTunes.
Daarnaast biedt macOS Sierra de mogelijkheid om op niet-opstartschijven het nieuwe bestandssysteem Apple File System (APFS), te gebruiken. APFS is geoptimaliseerd voor flashgeheugen en solid state drives, ook bevat het meer functies voor bestandsbewerking en beter beheer van opslagruimte. Standaard wordt nog wel HFS+ gebruikt. Volgens Apple is de in Sierra ingebouwde versie van APFS echter niet compatibel met de officiële versie, die een jaar later in macOS 10.13 High Sierra werd geïntroduceerd.
De naam is veranderd zodat het beter in lijn zou zijn met Apples andere besturingssystemen, namelijk: iOS, tvOS en watchOS.

## Systeemvereisten
De volgende modellen zijn compatibel met macOS Sierra:
- iMac (eind 2009 of later)
- MacBook (eind 2009 of later)
- MacBook Pro (midden 2010 of later)
- MacBook Air (eind 2010 of later)
- Mac Mini (midden 2010 of later)
- Mac Pro (midden 2010 of later)

## Versiegeschiedenis
| Versie  | Build   | Datum             | Opmerkingen |
| ------- | ------- | ----------------- | --- |
| 10.12   | 16A323  | 20 september 2016 | Eerste officiële versie                                                                                           |
| 10.12.1 | 16B2555 | 24 oktober 2016   | Diverse verbeteringen en verhelpt problemen.                                                                      |
| 10.12.2 | 16C63a  | 13 december 2016  | Lost diverse problemen op.                                                                                        |
| 10.12.3 | 16D32   | 23 januari 2017   | Verhelpt problemen.                                                                                               |
| 10.12.4 | 16E192  | 27 maart 2017     | Verbetert de stabiliteit, compatibiliteit en beveiliging.                                                         |
| 10.12.5 | 16F73   | 15 mei 2017       | Diverse verbeteringen en oplossingen voor problemen met audio, compatibiliteit, systeemgegevens en kernel panics. |
| 10.12.5 | 16F2073 | 5 juni 2017       | Diverse verbeteringen en oplossingen voor problemen met audio, compatibiliteit, systeemgegevens en kernel panics. |
| 10.12.6 | 16G29   | 19 juli 2017      | Verhelpt problemen.                                                                                               |
| 10.12.6 | 16G1510 | 9 juli 2018       | Beveiligingsupdates                                                                                               |
| 10.12.6 | 16G2136 | 26 september 2019 | Beveiligingsupdates                                                                                               |